# 王鶴松
王鶴松，字少銘，貴州省貴陽府貴築縣人，清朝政治人物、同進士出身。
光緒十六年（1890年）清德宗親政庚寅恩科進士，三甲一百四十名，同年五月，授内阁中书，改官黎平府教授。